# قصص العجائب في القرآن
عجائب القصص في القرآن هو مسلسل رسوم متحركة مصري عرض في رمضان 1435هـ/2014.
المسلسل قصة وسيناريو وحوار محمد بهجت وإخراج دكتور مصطفى الفرماوي، وقد تمت مراجعة نص العمل من قبل الأزهر الشريف.
ويروي هذا الجزء 13 قصة على مدار 30 حلقة يقوم ببطولة كل قصة نجوم من مصر والوطن العربي.

## قصة المسلسل
تبدأ أحداث المسلسل من حيث انتهى مسلسل «قصص النساء في القرآن» الذي عرض خلال شهر رمضان 2013، حيث تتزوج «سلمى» ابنة القاضي الذي يجسد شخصيته الفنان يحيى الفخراني، وتنجب «سلمى» طفلين توأم «صفاء وصفي الدين»، إلا أن القاضي يكتشف أن حفيديه لديهما بعض الصفات التي لا تروق له، فيقرر أن يفرغ لهما من وقته قدر المستطاع لكي يحكى لهما بعض القصص من عجائب القرآن حتى يزرع فيهما القيم الإسلامية والأخلاق النبيلة.

## التمثيل
- يحيى الفخراني: الراوي - القاضي
- ماجد الكدواني: صاحب الشرطة
- ريهام عبد الغفور: سلمى
- أحمد خالد: صفي الدين
- ريم تامر: صفاء
- حلمي فودة: الخليفة

| الممثل          | الشخصية         | القصة                  | الحلقة   |
| --------------- | --------------- | ---------------------- | -------- |
| أحمد صيام       | طعمة            | الدرع المسروقة         | 3,2,1    |
| محمد رياض       | كعب بن مالك     | الثلاثة الذين خلفوا    | 6,5,4    |
| طارق لطفي       | زياد            | المبيت في الغار        | 10,9,8,7 |
| أحمد سلامة      | رابح            | المبيت في الغار        | 10,9,8,7 |
| أحمد راتب       | عمار            | المبيت في الغار        | 10,9,8,7 |
| سامي مغاوري     | خاربوتين        | القرد العادل           | 11       |
| مروة عبد المنعم | أم عمارة        | بائعة اللبن            | 12       |
| أحمد ماهر       | طرقوز           | أصحاب الرس             | 15,14,13 |
| صلاح عبد الله   | بلعم بن باعوراء | بلعم بن باعوراء        | 18,17,16 |
| أحمد فؤاد سليم  | النجار حبيب     | مؤمن آل ياسين          | 20,19    |
| فتوح أحمد       | حصرون           | الغنم والحديقة         | 22,21    |
| محمد التاجي     | أبيطال          | الغنم والحديقة         | 22,21    |
| ناصر سيف        | بيخ             | الأقرع والأعمى والأبرص | 24,23    |
| سونيا بلقاسم    | إيليورا         | الأقرع والأعمى والأبرص | 24,23    |
| طارق الدسوقي    | آريل            | الألف دينار والخشبة    | 26,25    |
| هبة مجدي        | براشا           | الألف دينار والخشبة    | 26,25    |
| فيدرا           | عوفيرا          | الألف دينار والخشبة    | 26,25    |
| أشرف عبد الغفور | برصيصا          | برصيصا                 | 29,28,27 |
| سيد رجب         | الشيطان الأبيض  | برصيصا                 | 29,28,27 |
| لقاء سويدان     | ريموندا         | برصيصا                 | 29,28,27 |
| عمرو مهدي       | أمجد            | جرة الذهب              | 30       |

## قائمة الحلقات
| 01 | الدرع المسروقة «الجزء الأول»          | 29 يونيو 2014 |
| يحكي القاضي صفي الدين لأحفاده قصة الدرع المسروقة التي أعطاها رسول الله (صلى الله عليه وسلم) لرفاعة عم قتادة ويراه قتادة وهو يسرق وأخبر رسول الله يخبر رجل من أهل طعمه أن يدفن ما سرقه في منزل جاره اليهودي.                                                                                   |                                       |               |
| 02 | الدرع المسروقة «الجزء الثاني»         | 30 يونيو 2014 |
| يفتش الرجال منزل اليهودي زيد ويجدوا الدرع لديه وبعدها يبرأ المولى سبحانه وتعالى اليهودي ويكشف رسول الله (صلى الله عليه وسلم) لجميع الناس أن زيد اليهودي برئ. |                                       |               |
| 03 | الدرع المسروقة «الجزء الثالث»         | 1 يوليو 2014  |
| يرتد طعمة عن الإسلام بعد تبرئة اليهودي وإدانته ويهرب في سفينة ويسرق قبطان السفينة ويكتشف القبطان سرقته ويأمر رجاله أن يرموه في البحر. |                                       |               |
| 04 | الثلاثة الذين خُلّفُوا «الجزء الأول»     | 2 يوليو 2014  |
| يتباطئ كعب بن مالك في التحرك مع جيش المسلمين ويسأل عنه ابن عمه ويستفسر عن غيابه رسول الله (صلى الله عليه وسلم) وبدأ كعب يتحرك بعد جمع المحصول ولكنه اكتشف أن الجيش رحل بالفعل. |                                       |               |
| 05 | الثلاثة الذين خُلّفُوا «الجزء الثاني»    | 3 يوليو 2014  |
| يستمع رسول الله (صلى الله عليه وسلم) إلى الثلاثة الذين تخلفوا عن الجيش ويخبروه أن ليس لديهم حجة أو عذر لتخلفهم ويخبر الرسول الناس ألا يتحدثوا مع كعب بن مالك وهلال بن أمية ومرارة. |                                       |               |
| 06 | الثلاثة الذين خُلّفُوا «الجزء الثالث»    | 4 يوليو 2014  |
| يأمر رسول الله الثلاثة الذين تخلفوا عن الجيش أن يهجروا زوجاتهم إلا أن يقضي الله فيهما أمرًا ثم يخبر أن عم كعب أن الله سبحانه وتعالى قد عفا عليه ليذهب كعب ويشكر الرسول ويخبره أن يتصدق بماله لوجه الله تعالى.                                                                                  |                                       |               |
| 07 | المبيت في الغار «الجزء الأول»         | 5 يوليو 2014  |
| يحكي القاضي صفي الدين أن هناك 3 رجالة ذهبوا في تجارة ولكن تسببت الأمطار والعواصف في لجوئهم لمغارة في أحد الجبال وتسببت صاعقة أخرى في القاء حجر على بابا المغارة فحبست الرجال بداخلها. |                                       |               |
| 08 | المبيت في الغار «الجزء الثاني»        | 6 يوليو 2014  |
| يطلب رجل من الإثنين الأخرين المحبوسين في المغارة أن يدعوا الله ويحكي كلًا منهم عن عملًا صالح فعله في حياته فيحكي رجل منهم عن اهتمامه ورعايته الشديدة بوالديه الذين فقدوا ذاكرتهم فيفتح باب المغارة شيئًا فشيئًا.                                                                                  |                                       |               |
| 09 | المبيت في الغار «الجزء الثالث»        | 7 يوليو 2014  |
| يحكي رجل من الثلاثة عن قصته بعدما حاول الايقاع بابنة عمه ولكنه في لحظة ما تاب الله عليه وأخبرها أن ترحل دون خوف وأعطاها المال لكي تصرفه على والدها المريض فتفتح قطعة أخرى من الصخرة. |                                       |               |
| 10 | المبيت في الغار «الجزء الرابع»        | 8 يوليو 2014  |
| يحكي الرجل الثالث عن قصته بعدما استأجر رجلين للعمل معه في قافلة وأعطى مال الرجل وسافر الرجل الأخير ليحتاج الرجل مال المسافر ويتصرف فيه ليصبح بعد ذلك من الأثرياء ويعود المسافر ليطالب بماله ويعطيه الرجل كل شيء ثم تفتح الصخرة كاملة.                                                         |                                       |               |
| 11 | القرد العادل                          | 9 يوليو 2014  |
| يحكي صفي الدين لأحفاده قصة القرد العادل كان هناك رجل من بني إسرائيل مستأجر عامل ولكنه كان لا يعطيه أجره كاملًا ثم شاهد قردًا عند صديقه فقرر أن يستعين به مكان الرجل ليقضي له حاجته وبعدها قرر القرد أن يرمي أموال الرجل في الماء.                                                               |                                       |               |
| 12 | بائعة اللبن                           | 10 يوليو 2014 |
| سمع سيدنا عمر بن الخطاب سيدة تخبر ابنتها أن تضع ماء في اللبن لكي يزيد ويأتي لهم بأموال أكثر وترفض الأبنة أمر والدتها وتخبرها أن ذلك يعني الغش فأعجب سيدنا عمر بن الخطاب بأخلاق الفتاة وزوجها أحد أبناءه.                                                                                      |                                       |               |
| 13 | أصحاب الرس «الجزء الأول»              | 11 يوليو 2014 |
| يحكي القاضي صفي الدين لأحفاده عن قصة أصحاب الرس في قديم من الزمن كان يوجد 12 شجرة مزهرة وكبيرة عبدها بعض الناس وقدموا لها القربان وبجانبها نهر لا يجرأ أحد على الشرب منه اعتقادًا من الناس أن النهر يروي الشجر.                                                                                |                                       |               |
| 14 | أصحاب الرس «الجزء الثاني»             | 12 يوليو 2014 |
| أتى النبي حنظلة بن صفوان إلى قوم الشجر وأخبرهم أن ما يفعلوه خطأ كبير وبعدها غضب الملك وقرر أن يذبح بقر النبي حنظلة بن صفوان فدعا النبي حنظلة فذبلت أوراق الشجر. |                                       |               |
| 15 | أصحاب الرس «الجزء الثالث»             | 13 يوليو 2014 |
| يقرر الملك أن يحبس النبي حنظلة في قاع النهر ويحتجزه بالأسفل ثم دعا النبي حنظلة على هؤلاء القوم فكان عقاب الله شديدًا. |                                       |               |
| 16 | بلعام بن باعوراء «الجزء الأول»        | 14 يوليو 2014 |
| يلجأ قوم كنعان إلى بلعام بن باعوراء لكي يدعي على قوم موسى وبني إسرائيل بعدما عسكروا بجانبهم فظن الناس أنهم سيهجمون عليهم فقرر بلعام أن يستجيب لقومه ويدعي على قوم بني اسرائيل. |                                       |               |
| 17 | بلعام بن باعوراء «الجزء الثاني»       | 15 يوليو 2014 |
| يوسوس الشيطان فكرة في رأس بلعام حيث يخبره أن يطلب من النساء أن يذهبوا إلى قوم بني إسرائيل ويوقعوهم في الخطيئة حتى يستطيع أن يدعي عليهم وبالفعل تنجح سيدة في الأمر ويدعي بلعام على قوم بني إسرائيل ويصابون بالطاعون.                                                                           |                                       |               |
| 18 | بلعام بن باعوراء «الجزء الثالث»       | 16 يوليو 2014 |
| يقرر رجل من بني إسرائيل أن يقتل زمري وكسبي بعدما تسببوا في الوباء الذي حل بقومه ويجن جنون بلعام بن باعوراء. |                                       |               |
| 19 | مؤمن آل ياسين «الجزء الأول»           | 17 يوليو 2014 |
| يحكي القاضي صفي الدين لأحفاده قصة مؤمن أل ياسين والتي جرت في الغالب في انطاكيا حيث دعا 3 رجال لعبادة الله الواحد الأحد وترك عبادة الأصنام وكان يوجد شخص اسمه حبيب لديه مرض جلدي دعوا له الرجالة الثلاثة فشفاه الله وأمن الرجل بعبادة الله.                                                    |                                       |               |
| 20 | مؤمن آل ياسين «الجزء الثاني»          | 18 يوليو 2014 |
| أمر الملك بتعذيب وقتل الرجال الثلاثة مؤمن أل ياسين ولكنهم نجحوا في الهروب وذهب حبيب لكي يدافع عنهم وقتله الملك ضربًا بالأقدام. |                                       |               |
| 21 | الغنم والحديقة «الجزء الأول»          | 19 يوليو 2014 |
| يحكي القاضي صفي الدين لأحفاده قصة الغن والحديقة حيث أتى رجل من بعيد بأغنامه وماشيته وتركهم في الحديقة ليجد بعدها الرجل أن الغنم قد أكلوا الأخضر واليابس فذهبوا لحكم سيدنا داود عليه السلام فأمر أن يعطي صاحب الغنم غنمه لجاره تعويضًا عن الحديقة التي أفسدها الغنم.                            |                                       |               |
| 22 | الغنم والحديقة «الجزء الثاني»         | 20 يوليو 2014 |
| يطلب سيدنا سليمان عليه السلام من والده سيدنا داود عليه السلام أن يعيد محاكمة صاحب الغنم وصاحب الحديقة حيث أمر أن يعيد صاحب الغنم الأرض كما كانت لصاحبها ثم يستعيد غنمه من الرجل مرة أخرى. |                                       |               |
| 23 | الأقرع والأبصار والأعمى «الجزء الأول» | 21 يوليو 2014 |
| يحكي القاضي صفي الدين لأحفاده قصة الأقرع والأبرص والأعمى حيث كان يسخر الناس من الثلاثة رجال وأرسل الله سبحانه وتعالى ملكًا ليلبي طلبات كلًا منهما. |                                       |               |
| 24 | الأقرع والأبصر والأعمى «الجزء الثاني» | 22 يوليو 2014 |
| يرسل الله سبحانه وتعالى ملكًا للرجال الثلاثة لكي يختبرهم فيما أعطاهم ويرفض رجلين من الثلاثة أن يعطوا الملك الخفي مساعدة ويعيدهم الله سبحانه وتعالى إلى حالهم كما كانوا ماعدا الرجل الأعمى الذي أعطى المساعدة.                                                                                  |                                       |               |
| 25 | الألف دينار والخشب «الجزء الأول»      | 23 يوليو 2014 |
| يحكي القاضي صفي الدين لأحفاده عن قصة الألف دينار والخشبة حيث كان يصنع رجلًا العباءات في منطقة شديدة الحرارة ثم قرر أ يقترض أموالًا من رجل لكي يشتري بضاعة ويذهب ليبيعها في منطقة شديدة البرودة ويقرضه رجلًا ألف دينار ويسافر الرجل وتنجح تجارته ويقرر أن يعيد الأموال إلى صاحبها بعد مرور العام. |                                       |               |
| 26 | الألف دينار والخشبة «الجزء الثاني»    | 24 يوليو 2014 |
| يصنع الرجل خشبة مثل الصندوق ويضع بها الألف دينار الخاصة بالرجل ومعها رسالة منه ويرميها في البحر ليجدها الرجل ويقرأ محتوى الرسالة ويدعو الله دعاء كثيرًا ويشكره. |                                       |               |
| 27 | برصيصا «الجزء الأول»                  | 25 يوليو 2014 |
| يحكي القاضي صفي الدين لأحفاده قصة الراهب برصيصا حيث كان يوجد راهب شديد العبادة ويجلس أغلب الوقت للعبادة وخرج الأخوة للحرب وتركوا ريموندا شقيقتهم عند الراهب وأخبروه أن يعتني بها. |                                       |               |
| 28 | برصيصا «الجزء الثاني»                 | 26 يوليو 2014 |
| يغوي الشيطان ويوسوس لبرصيصا ويقنعه أن يذهب مرة وثانية وثالثة إلى ريموندا حيث لم يقدر في الرابعة على المقاومة ووقعوا في الخطيئة وأنجبت منه طفلًا. |                                       |               |
| 29 | برصيصا «الجزء الثالث»                 | 27 يوليو 2014 |
| يوسوس الشيطان لبرصيصا أن يتخلص من فضيحته فيقرر برصيصا أن يقتل طفله ثم يقتل ريموندا ويخبر أشقاءها أن شقيقتهم توفت من المرض فيخبر الشيطان أشقاء ريموندا بما حدث فيطلب برصيصا مساعدة ابليس له ويطلب منه ابليس أن يسجد له فيسجد برصيصا ويتخلى عنه ابليس.                                          |                                       |               |
| 30 | جرة الذهب                             | 28 يوليو 2014 |
| يحكي القاضي صفي الدين لأحفاده عن قصة جرة الذهب حيث باع رجل منزله لرجل وابنه فإذا بالرجل يجد جرة ذهب في حديقة المنزل فيقرروا أن يعيدوا الجرة إلى صاحبها الذي يرفض أن يأخذها منه ويخبره أنها ملكه فيرفض الرجل الأخر أن يحصل على الجرة ويلجأ الرجلين إلى القاضي.                                 |                                       |               |